# Krzesin (województwo lubuskie)
Krzesin – wieś w Polsce położona w województwie lubuskim, w powiecie słubickim, w gminie Cybinka.
W latach 1975–1998 miejscowość administracyjnie należała do województwa zielonogórskiego.
Wieś leży nad Kanałem Krzesińskim w pobliżu Odry w Krzesińskim Parku Krajobrazowym. Miejscowość położona jest przy drodze lokalnej Rąpice – Maszewo.